# Försvarsrådet
Försvarsrådet var under åren 1924–2000 i Finland presidentens rådgivande organ i försvarsfrågor.
Försvarsrådet tillsattes 1924 och omorganiserades 1931 samt 1957. Till försvarsrådet hörde statsministern som ordförande, vidare försvarsministern (vice ordförande) och utrikes-, inrikes-, handels- och industriministrarna samt kommendören för försvarsmakten och chefen för generalstaben. Under krigen 1939–1945 var försvarsrådet inte i verksamhet, inte heller under de första efterkrigsåren. Som försvarsrådets ordförande från 1931 till krigsutbrottet satt general, sedermera fältmarskalk Gustaf Mannerheim, vars personliga önskemål i hög grad hade beaktats vid rådets omorganisering. Försvarsrådet indrogs 2000 efter Martti Ahtisaaris presidentperiod, varvid dess viktigaste uppgifter överfördes på regeringens utrikes- och säkerhetspolitiska utskott.